# Frédillo
Frédillo (ou Fredillo) pseudonyme de Louis-Alfred Boisserand (Dijon, 20 septembre 1855 - Paris 6e, 18 décembre 1924), est un dessinateur caricaturiste et illustrateur français de la fin du XIXe siècle.
Frédillo fut d'abord caricaturiste pour La Lanterne (en 1874-1876), L’Écho des jeunes et La Plume (après 1889). Il signait Frédillo avec un accent et parfois d'un simple F.
Il connaissait sans doute Paul Verlaine et la marquise Henriette de Mannoury d'Ectot, née H. Nicolas Le Blanc, plus connue sous le pseudonyme de vicomtesse de Cœur-Brûlant.
C'est aussi que Frédillo produisit une grande quantité d'illustrations érotiques, d'assez bonne facture selon Pascal Pia et non sans style, et ce, clandestinement : entre autres pour l'éditeur belge Auguste Brancart (vers 1880-1890), les éditeurs parisiens René Pincebourde et Jean Fort (vers 1895-1911). Son thème de prédilection (du moins, celui pour lequel on lui passait commande) semble avoir été la flagellation, répondant ainsi à une mode fin-de-siècle.
On perd sa trace peu avant 1914.

## Sélection d'illustrations
- [Marquise de Mannoury d'Ectot], Le Roman de Violette, Lisbonne, Antonio da Boa-Vista, 1870 [Bruxelles, Auguste Brancart, 1883]
- [Marquise de Mannoury d'Ectot], Les Cousines de la Colonelle par Madame la Vicomtesse de Cœur-Brûlant, Paris, Magasins des Petites Dames, 1886 [Amsterdam, Auguste Brancart, 1890]
- avec Félicien Rops, Gamiani ou deux nuits d'excès par Alcide, baron de M. [ Alfred de Musset ], Bruxelles, aux dépens des dames de la rue St-Laurent [Amsterdam, Auguste Brancart, 1888]
- Pétrus Durel, La Femme dans les colonies françaises, études sur les mœurs au point de vue myologique et social, Paris, J. Dulon, 1898
- Max Alexander, Amour, préservation et sécurité, Paris, Librairie F. Pierre, 1909
- Docteur Fowler (pseudonyme), avec une préface de Pierre de Jusange (pseudonyme de Pierre Mac Orlan), Maisons de flagellation, Traité sur les méthodes employées par les flagellomanes, Paris, Jean Fort, s.d. [1911]